# إريك إس. غروين
إريك إس. غروين (بالألمانية: Erich S. Gruen)‏ هو مؤرخ نمساوي، ولد في 7 مايو 1935 في فيينا في النمسا.